# Smak ciszy
Smak ciszy – drugi album polskiej grupy heavymetalowej Turbo. Wydany w roku 1985. Nagrany w 1985 w studiu krakowskiego Teatru STU. Płyta dedykowana zespołowi Iron Maiden. W 2000 roku album został wznowiony w wersji CD nakładem Metal Mind Productions.

## Lista utworów
1. "Smak ciszy" (Wojciech Hoffmann – Andrzej Sobczak) – 0:21
2. "Już nie z tobą" (Grzegorz Kupczyk – Grzegorz Kupczyk) – 3:43
3. "Wybieraj sam" (Wojciech Hoffmann – Andrzej Sobczak) – 4:30
4. "Czy mnie nie ma" (Wojciech Hoffmann, Bogusz Rutkiewicz – Andrzej Sobczak) – 4:42
5. "Słowa pełne słów" (Wojciech Hoffmann – Andrzej Sobczak) – 4:30
6. "Wszystko będzie O.K." (Wojciech Hoffmann – Andrzej Sobczak) – 4:30
7. "Jaki był ten dzień?" (Wojciech Hoffmann – Andrzej Sobczak) – 4:37
8. "Cały czas uczą nas" (Wojciech Hoffmann, Grzegorz Kupczyk – Andrzej Sobczak) – 3:54
9. "Wariacki taniec" (Wojciech Hoffmann – Andrzej Sobczak) – 4:00
10. "Narodziny demona" (Andrzej Łysów) – 4:26

## Twórcy
- Grzegorz Kupczyk – wokal
- Wojciech Hoffmann – gitara
- Bogusz Rutkiewicz – gitara basowa
- Andrzej Łysów – gitara
- Alan Sors – perkusja